# إبراهيم خريط
إبراهيم خريط (1943 - 2012) كاتب وأديب سوري.

## ولادته
ولد في مدينة دير الزور 1943 وترعرع فيها ودرس فيها المراحل الابتدائية والإعدادية والثانوية

## دراسته
إجازة في الفلسفة- جامعة دمشق 1965.

## عمله
- يعمل في التدريس في ثانويات دير الزور منذ عام 1966 وتقاعد عن التدريس في عام 2003
- نشر قصصه الأولى في الصحف والمجلات السورية.
- عضو جمعية القصة والرواية في اتحاد الكتاب العرب.
- عضو رابطة الكتاب السوريين الأحرار التي تأسست في عام 2012 .

1. ↑  "معلومات عن إبراهيم خريط على موقع viaf.org". viaf.org. مؤرشف من الأصل في 2021-02-13.
2. ↑  "معلومات عن إبراهيم خريط على موقع id.loc.gov". id.loc.gov. مؤرشف من الأصل في 2020-10-31.

==مؤلفاته==
1. القافلة والصحراء- قصص- 1989.
2. الحصار- قصص- 1994.
3. قصص ريفية- قصص- 1994.
4. الاغتيال - اتحاد الكتاب العرب - 1997
5. حكايات ساخرة - اتحاد الكتاب العرب - 1999
6. شموع ملونة - قصص - 2002
7. طقوس الرحلة الأخيرة
8. نهر بلا شطآن - رواية
9. الرحيل إلى المجهول - رواية

وله الكثير من المقالات والقصص في جرائد ومجلات سورية وعربية 
(الفرات - الثورة - تشرين - البيان - الخفجي - الحرس الوطني)

## وفاته
في سبتمبر 2012، قتل الكاتب السوري إبراهيم الخريط وولديه راني وسومر برصاص القوات النظامية في مدينة دير الزور شرق سورية، بحسب ما افاد ناشطون معارضون والمرصد السوري لحقوق الإنسان.
وبثت صفحة «اخبار دير الزور» على موقع فيسبوك ان إبراهيم الخريط وولديه قتلوا في «اعدام ميداني» نفذته القوات النظامية.
وقال مدير المرصد السوري لحقوق الإنسان رامي عبد الرحمن في اتصال مع وكالة فرانس برس ان الكاتب وولديه «قتلوا ليل الخميس الجمعة برصاص القوات النظامية التي داهمت حي القصور».